# Джекі Глісон
Джон Герберт Ґлісон (англ. John Herbert Gleason; 26 лютого 1916, Бруклін, Нью-Йорк, штат Нью-Йорк, США — 24 червня 1987, Лодергілл, Флорида, США) — американський комедійний актор, композитором та диригентом. Був номінований у 1964 році на премію «Золотий глобус» за найкращу чоловічу роль в телевізійному серіалі. Занесений до «Зали слави телебачення» у 1986 році.

## Життєпис
Джекі Ґлісон народився 26 лютого 1916 року в Брукліні в сім'ї Герберта та Мей Ґлісон (до шлюбу Келлі), вихідців з Ірландії. Через кілька років, в грудні 1925 року, батько покинув сім'ю, і Джекі пішов працювати у транспортну компанію.
Після відходу батька молодий Ґлісон залишився без нагляду, швендявся вулицями з місцевою бандою, епізодично відвідував школи, яку так і не закінчив. У пошуках роботи ходив по театрах, де іноді працював як конферансьє і виступав в епізодичних ролях. Джекі виховувала мати, яка померла у 1935 році. Сім'я його першої подруги запропонувала Джекі поїхати з ними у Нью-Йорка, але він залишився в місті й оселився у готельному номері з коміком одного з театрів. Друг знайшов Ґлісону роботу коміка в Редінгу (Пенсільванія), де його агент забезпечив зарплату, якої вистачало на життя. Це була перша робота Ґлісона як професійного коміка, який працює в невеликих клубах.
Поті була велика кар'єра коміка, робота з багатьма відомими театрами і кіностудіями, зйомки на телебаченні, діяльність як музиканта.
Джекі Ґлісон помер від колоректального раку 24 червня 1987 року в своєму будинку в Лодергілл у Флориді. Був похований на католицькому цвинтарі Богоматері Милосердя у Маямі.
Ім'я Джекі Ґлісон носить Театр виконавських мистецтв у Маямі.

## Сім'я
Ґлісон був тричі одружений: з Женев'євою Налфорд (20 вересня 1936-1970), Беверлі МакКіттрік (4 липня 1970-19 листопада 1975) та Мерилін Тейлор (16 грудня 1975-1987). Від першої дружини мав двох дітей — Джеральдіну (нар. 1940) та Лінду (нар. 1942).
Дочка Ґлісона Лінда стала акторкою та одружилася з актором-драматургом Джейсоном Міллером. Їхній син актор Джейсон Патрік є онуком Ґлісона.

## Вибрана фільмографія
| Рік  |   | Українська назва         | Оригінальна назва         | Роль                     |
| ---- | - | ------------------------ | ------------------------- | ------------------------ |
| 1931 | ф | Багато води              | Many Waters               | другорядна роль          |
| 1941 | ф | Протягом усієї ночі      | All Through the Night     | Кліфф                    |
| 1941 | ф | Сталь проти неба         | Steel Against the Sky     | Старчі                   |
| 1942 | ф | Леді гангстер            | Lady Gangster             | Вілсон                   |
| 1942 | ф | Шахрайство і Ко          | Larceny, Inc.             | Гобарт                   |
| 1942 | ф | Дружини оркестрантів     | Orchestra Wives           | Бен Бек                  |
| 1942 | ф | Весна в скелястих горах  | Springtime in the Rockies | комісар                  |
| 1948 | ф | Міський тост             | Toast of the Town         | '                        |
| 1950 | ф | Яструб пустелі           | The Desert Hawk           | Алладін                  |
| 1961 | ф | Більярдист               | The Hustler               | Товстун з Міннесоти      |
| 1962 | ф | Джіґо                    | Gigot                     | Джіґо                    |
| 1962 | ф | Реквієм по важковаговика | Requiem for a Heavyweight | Маіш Ренніке             |
| 1963 | ф | Делікатний стан тата     | Papa's Delicate Condition | Джек Гріффіт             |
| 1963 | ф | Солдат під дощем         | Soldier in the Rain       | Максвелл Слотер          |
| 1968 | ф | Змивайся!                | Skidoo                    | Тоні Бенкс               |
| 1969 | ф | Як вступити в шлюб       | How to Commit Marriage    | Олівер                   |
| 1969 | ф | Не пийте воду            | Do not Drink the Water    | Вальтер Голландер        |
| 1970 | ф | Як я кохаю тебе?         | How Do I Love Thee?       | Стенлі Волц              |
| 1977 | ф | Містер Мільярд           | Mr. Billion               | Джон Катлер              |
| 1977 | ф | Смокі і Бандит           | Smokey and the Bandit     | шериф Бьюфорд Т. Джастіс |
| 1980 | ф | Смокі і Бандит 2         | Smokey and the Bandit 2   | шериф Бьюфорд Т. Джастіс |
| 1982 | ф | Іграшка                  | The Toy                   | Бейтс                    |
| 1983 | ф | Смокі і Бандит 3         | Smokey and the Bandit 3   | шериф Бьюфорд Т. Джастіс |
| 1983 | ф | Афера 2                  | The Sting II              | Фарґо Ґондорфф           |
| 1984 | ф | Дурні вмирають           | Fools Die                 | другорядна роль          |
| 1985 | ф | Іззі та Мо               | Izzy and Moe              | Іззі Ейнштейн            |
| 1986 | ф | Нічого спільного         | Nothing in Common         | Макс Баснер              |